# Daan Van Gijseghem
Daan Van Gijseghem, né le 2 mars 1988 à Audenarde en Belgique, est un footballeur belge qui joue au poste de défenseur.

## Carrière
Enfant, Daan Van Gijseghem commence le football au Horelbeke VV, le club de son village. Peu intéressé par le foot, c'est « en assistant aux matchs de mon grand frère, (que) j'ai eu envie d'essayer ». À dix ans, il rejoint le KSK Renaix, puis deux saisons plus tard c'est à La Gantoise qu'il signe. Le jeune joueur se plait peu à Gand et en suivant les conseils d'un entraîneur gantois, il rallie le Royal Excelsior Mouscron et son centre de formation, le Futurosport. À Mouscron, le défenseur poursuit son écolage footballistique ainsi que ses études grâce à la section foot-élite du club.
En 2004, Daan Van Gijseghem fait ses classes en équipe réserve et au mois de décembre, Philippe Saint-Jean l'appelle dans le groupe des 18 pour le déplacement au FC Bruges de l'équipe première. Dès janvier, ses compères du « Futuro » et de l'équipe réserve, Lorenzo Laï et Benjamin Delacourt précède Van Gijseghem dans le noyau professionnel. Bien que suivi par Manchester United, le FC Bruges et Anderlecht, il fait le choix de terminer ses études avant de devenir professionnel. En manque de résultats, Philippe Saint-Jean est remplacé fin mars par Geert Broeckaert. Broeckaert connait bien le joueur pour l'avoir entraîné en réserve, et lui permet, début avril, de faire ses débuts à dix-sept ans en Jupiler League face au KVC Westerlo. Ce jour-là, il doit aussi sa place dans la charnière centrale aux côtés de Alexandre Teklak à la suspension de Samir Beloufa, et aux blessures d'Olivier Besengez, Geoffrey Claeys et Stjepan Skočibušić. En cette fin de saison, le jeune défenseur jouera encore 3 rencontres, face au Lierse, au GBA, et à Charleroi. Lors de cette dernière rencontre, Little Daan passe à côté de son sujet et est à la base des deux premiers buts carolos, Geert Broeckaert le remplace après seulement 18 minutes de jeu. Malgré cette contre-performance, l'intérêt du FC Bruges se fait plus pressant et le joueur refuse une offre de transfert qui ne lui garantit pas de temps de jeu en équipe première.
Pour la saison 2005-2006, Geert Broeckaert est confirmé au poste d'entraîneur principal et pour Van Gijseghem, il s'agit de confirmer les espoirs qui sont placés en lui. À l'aube de cette nouvelle saison, certains journalistes l'imagine titulaire aux côtés de Geoffray Toyes dans la charnière centrale, mais après plusieurs titularisations, il rejoint le banc au profit de Kevin Hatchi qui monte en puissance. En manque de résultats, l'équipe vit une saison noire, Geert Broeckaert est écarté au profit de Gil Vandenbrouck, qui assure l'interim avant l'arrivée de Paul Put en janvier. Mais ce dernier est limogé à peine un mois plus tard pour sa participation à l'Affaire Zheyun Yé. Gil Vandenbrouck reprend alors l'équipe pour terminer la saison. Dans de telles conditions, et alors qu'il ponctue sa réapparition dans l'équipe en décembre par un but contre son camp, il ne rentre que cinq fois sur la pelouse avec le maillot des hurlus en 2005-2006.
Gil Vandenbrouck reste aux manettes à l'entame de la saison suivante mais le club est toujours englué dans des problèmes financiers qui ne seront résolus qu'avec l'arrivée du nouveau président Philippe Dufermont, au mois d'avril 2007. Ariël Jacobs succède à Vandenbrouck au poste d'entraîneur et les résultats de l'équipe s'améliorent. Le club finit en boulet de canon, et termine à une dixième place inespérée à la trêve. Pour Daan Van Gijseghem, il s'agit là de la saison de la confirmation, avec 32 titularisations en championnat. Geoffray Toyes évolue la plupart du temps à ses côtés et est considéré comme son mentor.
À partir d'août 2008, le nouvel entraîneur Marc Brijs fait confiance à Toyes et Jérémy Sapina en défense centrale pour commencer la saison 2007-2008. Van Gijseghem fait les frais de l'opération et est repositionné, sans succès, au back droit, où, ni Jean-Philippe Charlet, ni Bastien Chantry ne parviennent à faire leur trou en ce début de saison. Un peu avant la mi-saison, Brijs est écarté et remplacé par Enzo Scifo. Progressivement, le renaisien reprend sa place dans le onze aux côtés de Sapina et participe au redressement au classement.
Cette saison, Daan Van Gijseghem devient également international espoirs et a participé à la campagne de qualification pour le Championnat d'Europe de football Espoirs 2007 aux Pays-Bas.
Le 21 août 2009, alors que le FC Bruges tente de le transférer, Daan Van Gijseghem prolonge son contrat de deux ans supplémentaires dans la cité des Hurlus, soit jusqu'en juin 2012. À la suite de la faillite du club en décembre 2009, il est libre de tout contrat et signe finalement le 8 janvier 2010 jusqu'en juin 2013 au FC Bruges. Après de bons débuts dans la Venise du nord, il subit plusieurs blessures et perd sa place dans l'effectif brugeois. Le 28 septembre 2011, il est victime d'un accident de la route provoqué lors d'une course avec un ami et est sanctionné par la direction du club.
Le 18 juin 2012, il quitte le Club et signe un contrat de trois ans au RAEC Mons pour relancer sa carrière. Après de bons débuts, il subit une baisse de forme et se retrouve sur le banc, voire en tribunes.

## Statistiques
| Saison    | Club                     | Pays     | Championnat | Matchs | Buts |
| --------- | ------------------------ | -------- | ----------- | ------ | ---- |
| 2004/2005 | Royal Excelsior Mouscron | Belgique | Division 1  | 4      | 0    |
| 2005/2006 | Royal Excelsior Mouscron | Belgique | Division 1  | 6      | 0    |
| 2006/2007 | Royal Excelsior Mouscron | Belgique | Division 1  | 32     | 0    |
| 2007/2008 | Royal Excelsior Mouscron | Belgique | Division 1  | 23     | 0    |
| 2008/2009 | Royal Excelsior Mouscron | Belgique | Division 1  | 31     | 0    |
| 2009/2010 | Royal Excelsior Mouscron | Belgique | Division 1  | 16     | 1    |
| 2010/2011 | FC Bruges                | Belgique | Division 1  | 5      | 0    |
| 2011/2012 | FC Bruges                | Belgique | Division 1  | -      | -    |
| 2012/2013 | RAEC Mons                | Belgique | Division 1  | 21     | 0    |
| 2013/2014 | RAEC Mons                | Belgique | Division 1  | 11     | 0    |